# Азовский флот
Азовский флот, Донская флотилия → Азовская флотилия — флот, строившийся Россией, с конца 1695 года по 1711 год, под руководством Петра I.
Ликвидирован по условиям Прутского мирного договора в 1711—1712 годах.

## Предыстория
В 1694 году по приказу Петра I, возможно, перед его отъездом из Архангельска, но не позже его возвращения в Москву, в Голландской республике была заказана 32 вёсельная галера, части которой со всеми принадлежностями должны были доставить в Архангельск в следующем году, а оттуда, скорее всего, на Волгу и в Каспийское море. Назначение этой галеры изменили политические обстоятельства. Она должна была стать моделью для постройки 22 подобных ей галер.
В 1695 году состоялся первый азовский поход Петра I, результаты которого доказали необходимость создания регулярного флота. Турецкие корабли, доставляя в осаждённую с берега крепость Азов подкрепление и запасы, делали осаду бессмысленной. В июле 1695 года во время приготовления к новому штурму азовской крепости Пётр I получил сообщение из Москвы, что галера из Голландской республики собрана и отправлена в Архангельск. После того, как галера водным путём была доставлена в Вологду, её на двадцати дровнях перевезли в Москву. Гордон в своём журнале сообщает, что 3 января 1696 года он ходил на пиловальную мельницу в селе Преображенском и видел эту галеру.
30 ноября 1695 года Пётр I писал из Москвы губернатору Архангельска Ф. М. Апраксину:

По возвращении от не взятия Азова с консилии гг. генералов указано мне к будущей войне делать галеи, для чего удобно мне быть шхип-тимерманам всем от вас сюды, понеже они сие зимнее время туне будут препровождать, а здесь в то время могут тем временем великую пользу к войне учинить, а кормы и за труды заплата будет довольная и ко времени отшествия кораблей возвращены будут без задержания, и тем их обнадежь и подводы дай и на дорогу корм, также и иноземцы, которые отсель об оных, кроме темерманов будут писать, тоже подводы и корм, а именно: юнг и штирману и сколь скоро возможно пришли сюда.
Таким образом, в конце XVII века в связи с подготовкой Петра I к военным действиям против Османской империи возникла необходимость в строительстве регулярного русского военно-морского флота.

## Строительство флота для Азовского похода 1696 года

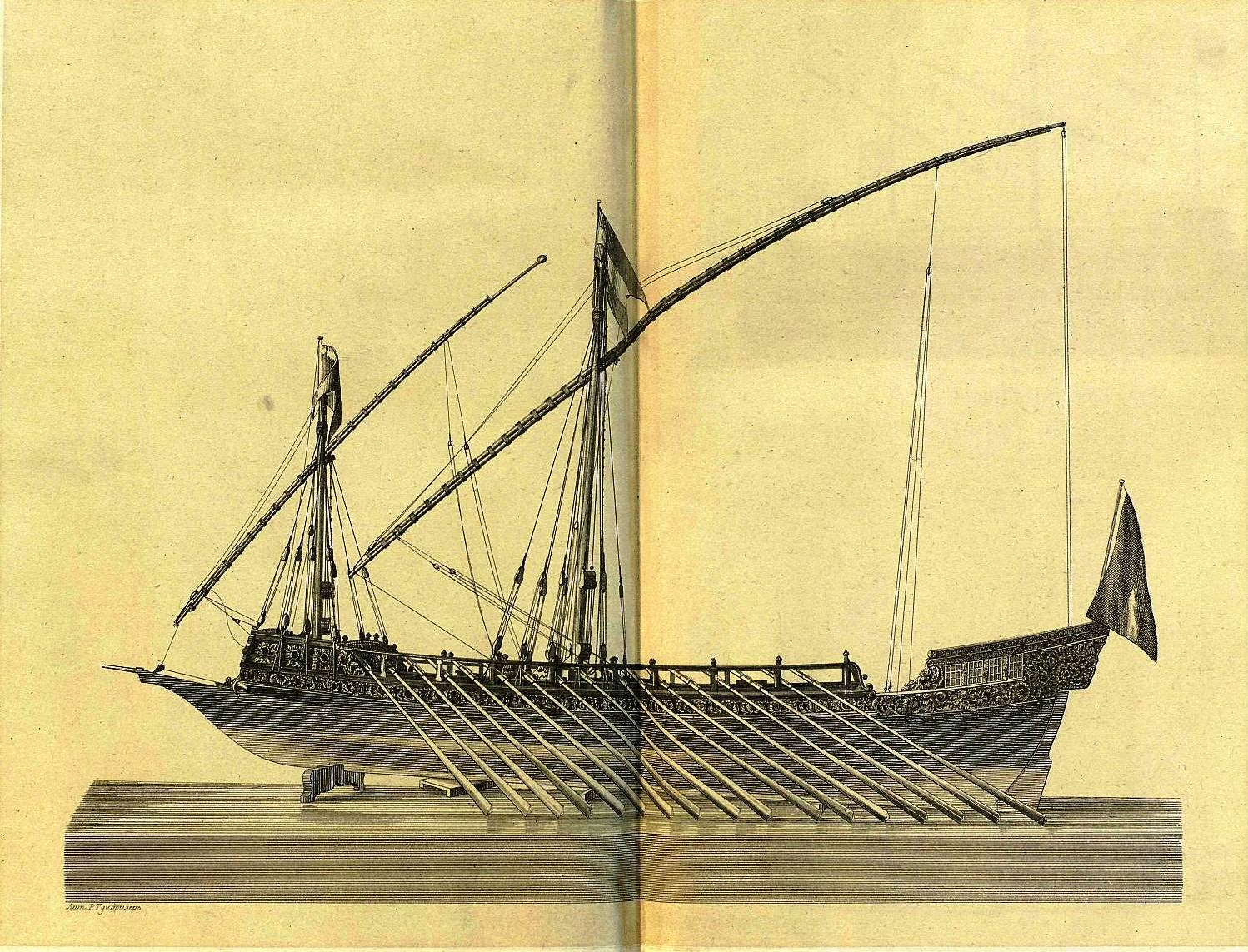
Модель голландской галеры

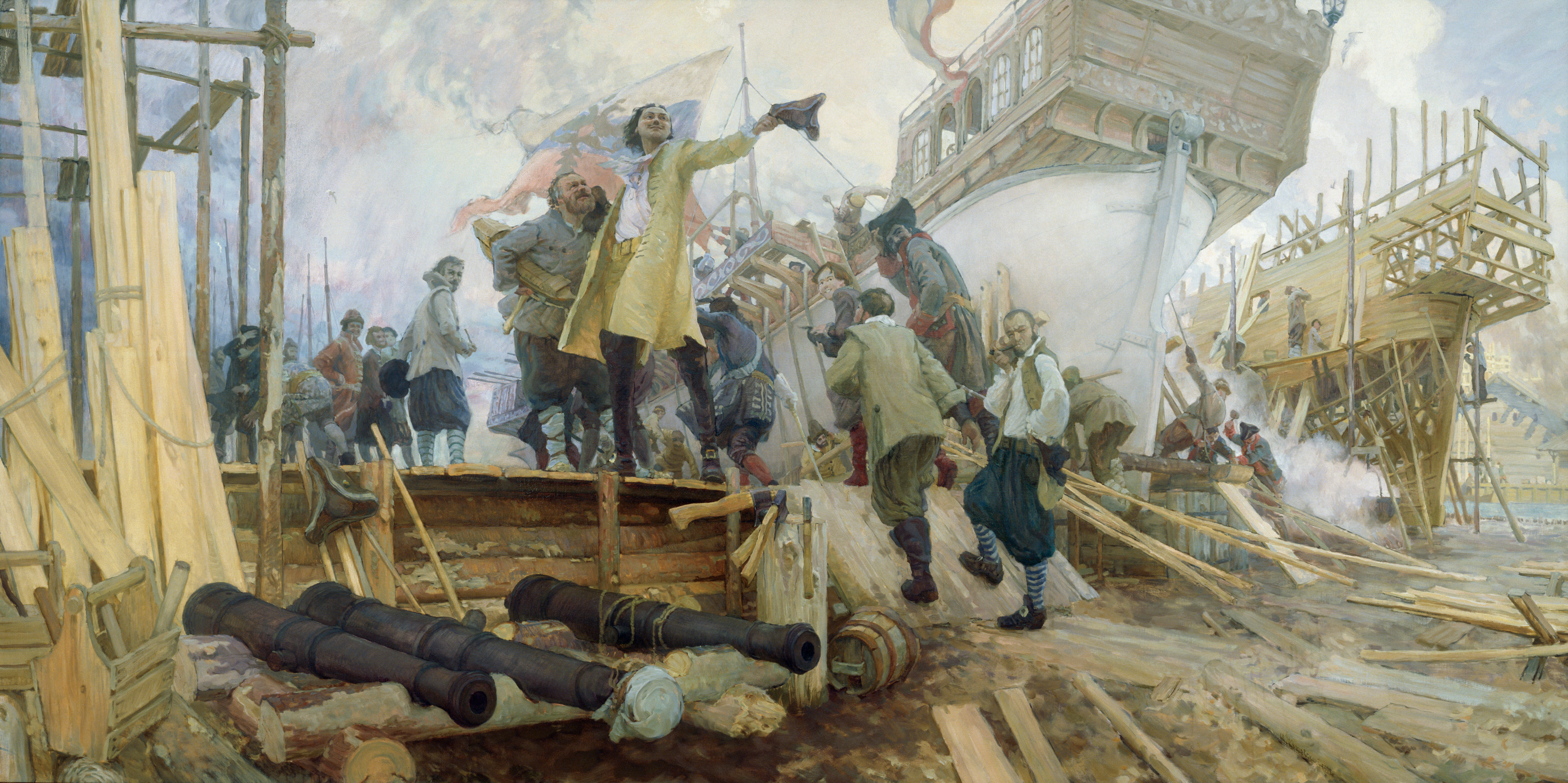
"Новое в России дело" Худ.Ю.Кушевский

Для исполнения «консилии» село Преображенское было превращено в верфь, на которой к концу февраля 1696 года были срублены из сырого замёрзшего дерева части 22 галер и 4 брандеров. Образцом для строительства галер служила доставленная в Москву голландская галера. На преображенской верфи работали преображенские и семёновские солдаты, бывшие переяславские судостроители и моряки. Кроме того в Преображенское были доставлены плотники из разных населённых пунктов Московского государства. Строителями галер были вологодский мастер Осин Щека с 24 помощниками, нижегородский мастер Яков Иванов с 8 помощниками и др. Кроме русских на верфи работали и иностранные плотники, которые вероятно прибыли в Преображенское из Архангельска согласно указаниям царя, которые содержались в присланном им письме, а также из Москвы, откуда они были выписаны торговым иноземцем Гартманом.
В это время в Воронеже, Козлове, Добром и Сокольске было приказано с помощью жителей Белгородского полка к началу весеннего половодья построить для военного похода к Азову 1 300 стругов (их длина должна была быть 12-17 сажень, а ширина — 2,5-3,5 сажень), 300 лодок, 100 плотов и заготовить разных инструментов, густой и жидкой смолы, лесных запасов для строительства каторг и галеасов. На постройку указанного числа стругов было назначено около 26 тысяч человек, причём на каждый струг в некоторых местах приходилось по 28 человек, в других же — только по 17, в действительности же это число было меньше, потому что в одном Добром оказалось
- неявившихся на работы — 1 229 человек,
- бежавших с работы, во время дороги и сдачи стругов в Воронеже — 1 878 человек,
- больных — 127
- умерших — 17.

… В Добром. Стольник Силеверст Огибалов, да подьячий Иван Суровцев, добренцы, донковцы, епифанцы, ефремовцы, ельчаны, тульчаны 3 065 человек сделали 205 стругов мерою по 13 и 12 сажен и в том числе 2 с чердаками, да один ертаульной, да отписано 42 лодки.

В Сокольску. Стольник Степан Овцын, да подьячий Иван Наумов, соколены, лебедянцы, усманцы, демшинцы, землянцы, да романовцы, дворовыми крестьяны 2 548 человек сделали 215 стругов.

А мастеровым и работным людям давано у них кормовых денег на день по 4 и 3 деньги человеку …— С. И. Елагин, «История русского флота. Период Азовский»
Пётр I принимал участие в строительстве кораблей. Одним из его помощников был Тихон Никитич Стрешнев. Занимая должность начальника разряда, он занимался заготовкой лесными припасами и наймом людей. Главным помощником был голландец Франц Тиммерман, бывший учитель Петра I по математики и инженер во время первой осады Азова. Он руководил наймом плотников, заготовкой пеньки, железа, смолы, снастей и другими инженерными работами до прибытия флота к Азову. 
Почти сразу после отъезда Петра I из Москвы началось отправление кораблей в Воронеж. Каждая галера отправлялась в сопровождении командира и команды. Подробная информация об этом сухопутном походе не сохранилась. Известно, что в нём переправляли 27 кораблей со значительным количеством строительных материалов, досок, брёвен и др., что в условиях рано начавшейся весны потребовало скорее всего необычных средств перевозки.
В середине марта преображенские шхип-тимерманы уже работали в Воронеже. Выписанные из-за границы Класс и Ян Янсон из Москвы выехали только 20 марта. Франц Тиммерман оставался в Москве до апреля, сначала по делам, а потом — из-за болезни. В Москве остался и больной Лефорт.
Припасы для флота заготавливались в Воронеже. Тем не менее их не хватало, и поэтому пиловальная мельница в Преображенском работала «день и ночь», что позволяло отправлять доски в Воронеж без задержек. Так же в Преображенском делали канаты, которые тоже увозили на воронежскую верфь. Железо для строительства кораблей брали с частных заводов, так как не было времени на его покупку. Для этого был издан указ, предписывающий осмотреть все «железные заводы» в Романовском и Белоколодском уездах и найденное железо отправить в Воронеж.
При строительстве кораблей на воронежской верфи выяснилось, что в Воронежском крае нет ясеневого и вязового леса, пригодного для изготовления галерных вёсел. Поэтому необходимый материал доставлялся в Воронеж «в числе 3 000 деревьев» из Тульского и Веневского уездов.
До начала кораблей в 1698 году существовала путаница в морской терминологии того времени: встречаются иногда голландские термины, но, в основном, названия использовались произвольно, бессистемно. Корабли, построенные в это время, именовались во время второго Азовского флота галеасами, а галеры — каторгами и фуркатами. Так в письме Ромадановскому от 23 марта Пётр I пишет: «… галеры и иные суда по указу вашему строятся. Да ныне зачали делать на прошлых неделях два галеаса». Сильные дожди в первой половине марта 1696 года и затем очень холодная погода замедляли работу.

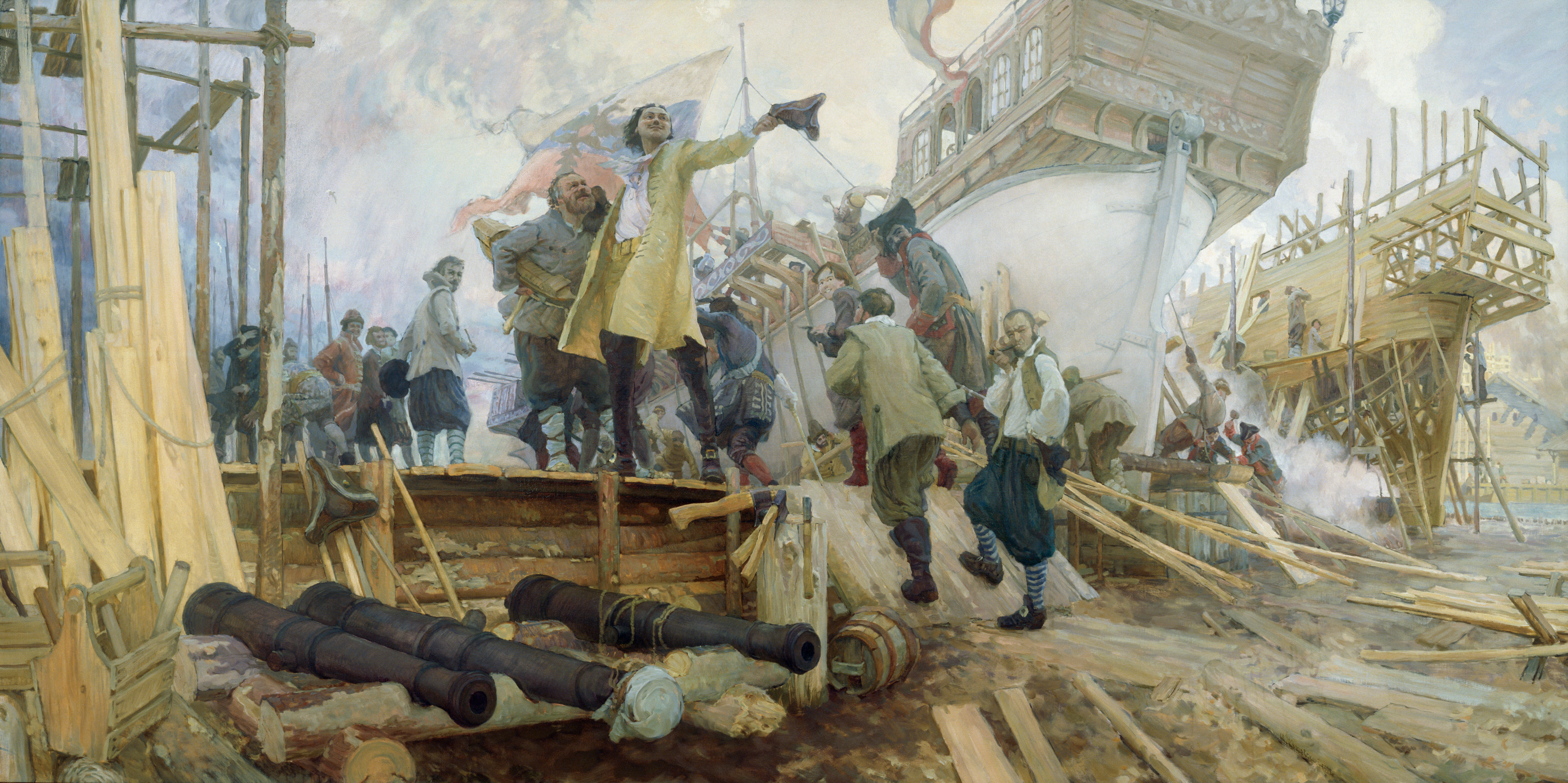
«Новое в России дело», худ. Ю.Кушевский

С начала апреля на реке Воронеж завершалось также и строительство стругов. 2 апреля в Воронеже торжественно были спущены на воду три галеры: «Принципиум», «Святой Марк» и «Святой Матвей». 7 апреля погода вновь испортилась. Поэтому остальные галеры спускали позже. Галера голландской постройки оставалась на берегу, скорее всего, в ожидании болеющего адмирала Лефорта. Только 17 апреля, на следующий день после его прибытия, галера была спущена на воду. Корабль «Апостол Павел» достроить к началу похода не успели. Корабль «Апостол Пётр» спустили 26 апреля, но скорее всего его готовность оценивалась выполнением условия — лишь бы держался на воде.

## Второй Азовский поход 1696 года

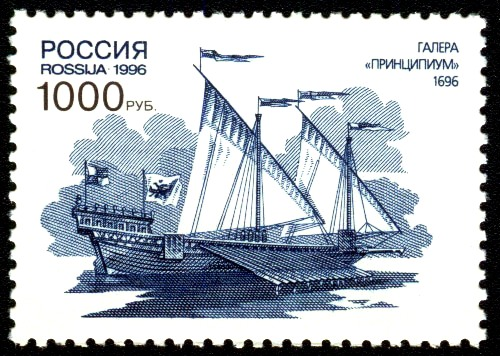
Галера «Принципиум»

С 23 апреля струги с войсками и грузом начали спускаться к Азову. Первый отряд 8 галер выступил под командованием командира галеры «Принципиум» Петра Алексеева (царя Петра I), 4 мая отправился и отряд адмирала Лефорта, 10 мая — отряд из 7 галер под командованием вице-алмирала Лима, а 17 мая — отряд из 4 брандер капитана шаутбенахта де Лозьера. Большая часть судов и кораблей достраивалась в течение похода.
В первые дни суда и корабли шли под парусами почти безостановочно. Находясь на галере «Принципиум», 8 мая Пётр I составил 15 правил, который был объявлен как Указ по галерам. 15 мая первый отряд прибыл в Черкасск, куда 17 мая прибыл с донесением атаман Леонтий Поздеев, который по приказу войскового атамана Фрола Миняева вместе с 250 казаками на легких казачьих судах ходил в Азовское море незадолго до этого. Он сообщил царю, что прождав турок недалеко от берега два дня, на третий день увидели два корабля Османской империи, которые направлялись к Азову. Казаки напали на них; кидали в них ручные гранаты, стреляли из ружей, старались прорубить корпус кораблей для того, чтобы проникнуть внутрь них. Высота бортов турецких кораблей не давала казакам возможностей на них взобраться. Защищаясь, турки кидали в казаков камни и стреляли из пушек. Казаки были вынуждены отступить. 4 человека были ранены. Один из них впоследствии умер.
После переговоров с генералом Гордоном, который прибыл в Черкасcк на стругах со своею частью войск 14 мая, Пётр I приказал тому отправляться в Новосергеевск. 18 мая в 5 утра царь вместе со своим отрядом вышел вслед за ними. К первому отряду была присоединена захваченная в 1695 году турецкая галера, зимовавшая до этого времени в Черкасcке. Обогнав отряд Гордона, первый отряд прибыл в Новосергеевск в 2 часа ночи. Отряд Гордона прибыл через три часа. В этот же день состоялся военный совет, в котором приняли участие: Пётр I, Гордон, Головин и атаман Фрол Миняев. Ими было принято решение, что галеры под командованием царя, а казачьи лодки под командованием атамана выйдут по реке Коланче (так называли один из рукавов Дона) в Азовское море.
Из-за малой воды при дувшем в тот день северном ветре галеры не смогли продолжать путь Каланчею, и в 3 часа ночи отряд повернул в Кутерьму. Перед рассветом он был вынужден встать на якорь из-за мелководья, не доходя устья. Пётр I пересел на казачью лодку и вышел в море. Там стояло 13 турецких кораблей. Оставя атамана с казаками в устье Каланчи, Пётр I вернулся к отряду, который в 12:00 20 мая пошёл обратно вверх по Кутюрьме к реке Дон и вечером уже был недалеко от Новосергиевска.

## Строительство линейных кораблей
В начале XVIII века в Европе начинается подготовка к войне за испанское наследство. Союз России с Австрией и Венецией, заключённый против Османской империи, распадался. В таких условиях, в России, в качестве стратегического направления была выбрана борьба со Швецией. Поэтому усиление Азовского флота многопушечными кораблями было продолжено для того, чтобы не допустить военного конфликта с Османской империей и тем самым предотвратить войну на два фронта.
Основные недостатки строительства кораблей кумпанствами стали ясны Петру I ещё в 1698 году. Например, в письме от 28 ноября (7 декабря) 1698 года посол Священной Римской империи Гвариент сообщал в Вену: 

… Жар и восторг, с которыми приготовлялись к наступающей войне, почти охладели; Государь исключительно занят переделкою и постройкою кораблей. Дорого построенные корабли дурны и скорей годятся под купеческий груз, чем для военных действий
Другой проблемой стало скорое окончание контракта иностранных корабельных мастеров, которые могли воспользоваться этим и уехать прежде, чем закончат строительство начатых ими кораблей. Это заставило Петра I приказать оцепить Воронеж и прилегающие к нему верфи заставами. В его указе под страхом смертной казни запрещалось жителям давать лошадей кому-либо из корабельных мастеров и рабочих или подвозить их на подводах без специального на то разрешения.

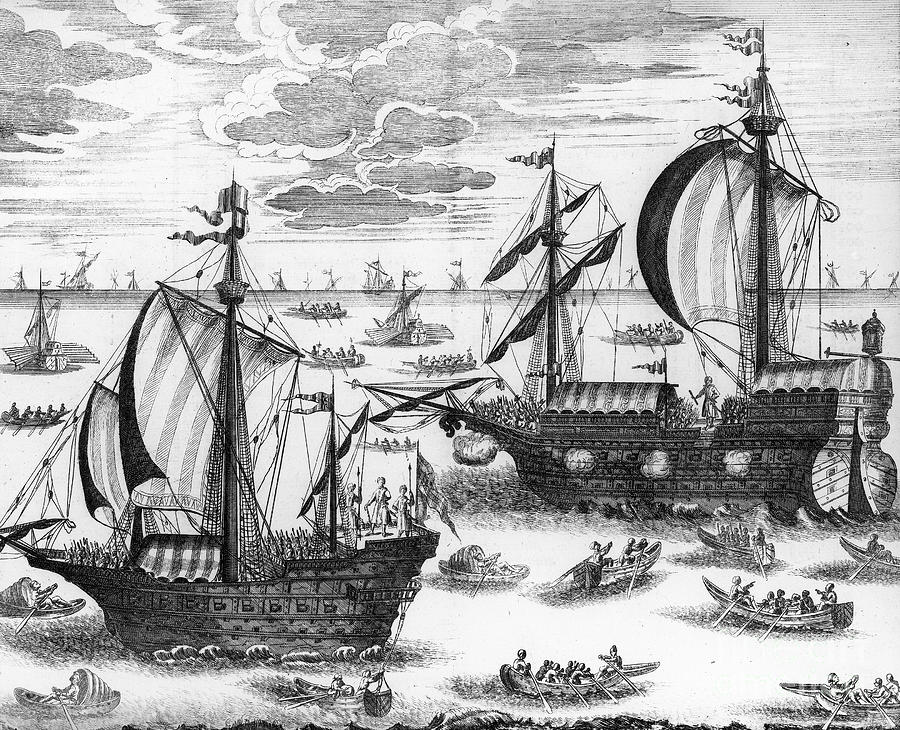
Азовский флот

В конце 1698 года Пётр I находился в Воронеже вместе с вице-адмиралом Корнелиусом Крюйсом, который по приказу царя занимался наблюдением за строительством и ремонтом кораблей на верфях Воронежского адмиралтейства. Крюйсу было поручено первым делом составить два списка всех необходимых для строительства кораблей предметов. В первом списке он должен был указать предметы, необходимые для вооружения кораблей, а во втором — предметы, нужные для их снабжения. В период подготовительных работ был обнаружен нетронутый склад леса, заготовленный для строительства казённых кораблей.
Учитывая имеющиеся лесные запасы, 19 (29) ноября 1698 года под руководством Петра I был заложен 58-пушечный корабль «Гото Предестинация» («Божье Предвидение»). При его строительстве, скорее всего, был использован английский чертёж, привезённый царём из Англии
. Доказательством этой версии является наличие круглого шпигеля, который в то время был только у английских кораблей. Поскольку корабль «Гото Предестинация» предназначался для хождения по мелководью, то Пётр I внёс в английский чертёж изменения. Осадка корабля была уменьшена. Киль «Гото Предестинации» имел уникальную для того времени конструкцию, предотвращавшую течи в корпусе корабля при ударе о грунт. В журнале канцелярии Петра I за 1698 год была сделана запись: «…ноября в 19 день на память святого мученика Авдия заложили корабль, именуемый „Божие Предвидение“. Киль положили длина 130 футов, ширина 33 фута.».
Почти одновременно были заложены ещё два корабля: «Черепаха» и «Великий галеас». Строительством «Черепахи» руководил английский мастер Осип Най, а строительством второго корабля — венецианец Яков Моро. Строительством «Гото Предестинации» в первое время руководил Пётр I. Таким образом, благодаря одновременному строительству трёх кораблей было начато своеобразное соревнование между русскими, английскими и венецианскими корабельными мастерами.

## Кораблестроители
Корабельные и галерные мастера:
- Пётр I
- Федосей Моисеевич Скляев
- Клас Бакар — голландский мастер, который строил корабль «Стул»
- Интедоус — голландский мастер, который переделывал корабль «Стул»
- и другие.

## Офицеры
- Корнелиус Крюйс — вице-адмирал Азовского флота
- Питер Лоббик — капитан корабля «Благое начало» в августе 1702 года
- Еронимус Меер — капитан корабля «Безбоязнь» в 1699 году
- Иван Бекгам — капитан корабля «Соединение» в 1699 году
- Симсон — капитан корабля «Соединение» в 1711 году

## Служба

### Оборона Азова и Таганрога

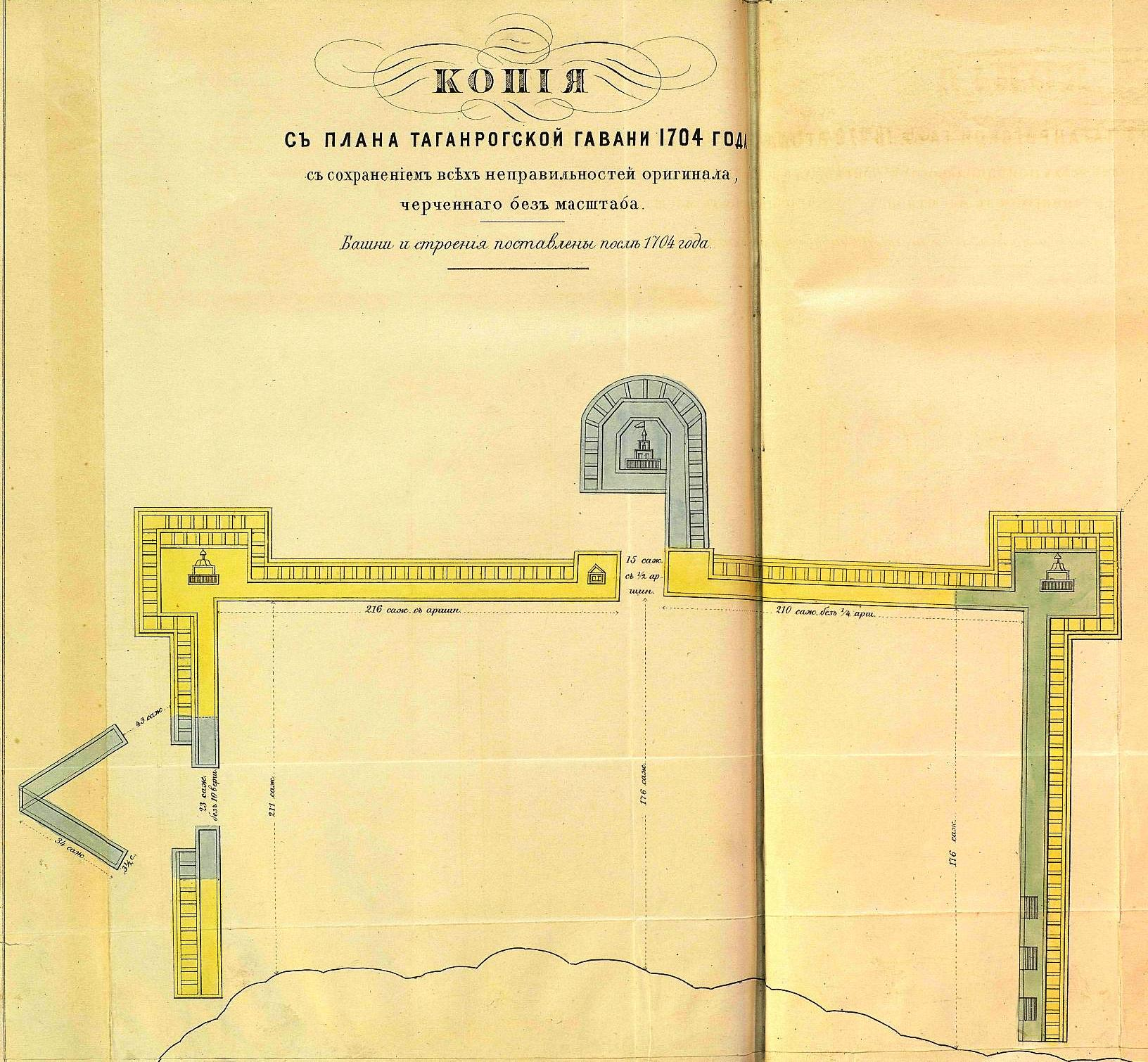
План таганрогской гавани
(1704 год)

В июне 1711 года турецкий флот из 18 кораблей, 14 галер и множества мелких судов пытался настичь русские крейсеры, стремясь приблизиться к Таганрогу. 2 июля (13 июля) по неизвестным причинам турецкие корабли возвратились обратно в море. Таким образом, было выявлено неравенство в силах между русским и турецким флотами, в связи с чем было принято решение о том, что русская эскадра будет располагаться в таганрогской гавани. В течение следующих трёх недель ничего существенного не происходило, за исключением лишь захвата казаками на лодках небольшого турецкого судна, на котором находилось 15 человек. 19 июля (30 июля) по приказу турецкого адмирала к Таганрогу было отправлено 7 галер. В ответ со стороны гавани Таганрога вышли «Гото Предестинация» и три шнявы. Завидев их, турецкие галеры подняли паруса и ушли в море к своему флоту. Тем не менее, 22 июля (2 августа) турецкий флот перешёл к более активным действиям: на расстоянии 4 миль от гавани турки начали готовить десант с целью обойти Таганрог. С помощью 1500 казаков удалось это предотвратить.

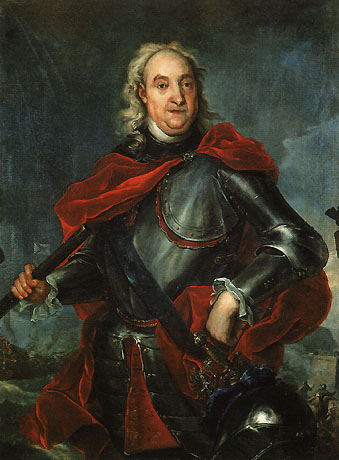
Портрет Фёдора Матвеевича Апраксина кисти Таннауэра

23 июля (3 августа) Ф. М. Апраксин приказал отправиться в погоню за мелкими турецкими судами, но отступление неприятельского флота заставило его отменить это распоряжение. Такая оборона побережья могла бы продолжаться и дальше, по крайней мере, до осени, но из-за неудачного Прутского похода этого не произошло.
Примерно через 7 дней после отступления турецкого флота Ф. М. Апраксин получил от Петра I указ, в котором тот сообщал об отсутствии возможности далее воевать с турками, чтобы не допустить дальнейшего кровопролития русских войск. Пётр I приказывал согласно договорённости с султаном разорить город Азов. Апраксину было велено также все запасы и артиллерию из Азова и Таганрога перевести в Черкасск. При этом особо оговаривалась судьба кораблей «Гото Предестинация», «Ластка» и «Шпага». Все корабли, кроме них, Пётр I приказывал продать туркам, а если это не удастся, то сжечь. Корабли «Гото Предестинация», «Ластка» и «Шпага» он хотел провести через пролив Дарданеллы. О такой возможности Петр I надеялся договориться с султаном. Крюйс по поручению царя даже составил соответствующую инструкцию капитанам этих кораблей. Но переговоры привели лишь к согласию турок купить 4 корабля. Среди них была и «Гото Предестинация». Корабль прибыл в Стамбул 14 (25) апреля 1712 года, где передачу корабля туркам и окончательный расчёт проводил англичанин Симсон Андрис. От продажи было выручено 26 165 венецианских червонцев. Дальнейшая судьба этих кораблей неизвестна.

## Второе формирование
В царствование Анны Иоановны в ходе Русско-турецкой войны (1735—1739) в 1736 году была взята крепость Азов. Адмирал П. П. Бредаль затем построил укрепления вокруг Воронежской верфи и заложил верфь в Брянске. На их базе была заново создана Азовская флотилия. В 1737 году она помогла корпусу П. П. Ласси в ходе вторжения в Крым.

## Использованная литература и источники
1. ↑  Донская флотилия // Энциклопедический словарь Брокгауза и Ефрона : в 86 т. (82 т. и 4 доп.). — СПб., 1890—1907.
2. ↑  Азовская флотилия // Энциклопедический словарь Брокгауза и Ефрона : в 86 т. (82 т. и 4 доп.). — СПб., 1890—1907.
3. ↑  С. И. Елагин, 1884, с. 19—20.
4. ↑  С. И. Елагин, 1884, с. 20.
5. ↑  Расторгуев, 2007, с. 8.
6. ↑  С. И. Елагин, 1884, с. 21.
7. ↑  Елагин С. И. Начало флота // Исторія русскаго флота. Періодъ Азовскій. — СПб., 1864. — С. 21—22. Архивировано 7 апреля 2012 года.
8. ↑  С. И. Елагин, 1884, с. 22.
9. ↑  С. И. Елагин, 1884, с. 32.
10. ↑  С. И. Елагин, 1884, с. 30.
11. ↑  С. И. Елагин, 1884, с. 35.
12. 1 2  С. И. Елагин, 1884, с. 36.
13. ↑  С. И. Елагин, 1884, с. 38.
14. ↑  С. И. Елагин, 1884, с. 264.
15. 1 2  С. И. Елагин, 1884, с. 40.
16. 1 2  С. И. Елагин, 1884, с. 41.
17. ↑  С. И. Елагин, 1884, с. 42.
18. ↑  С. И. Елагин, 1884, с. 43.
19. ↑  Мэхэн, Альфред Тайер. Война за испанское наследство (глава 5) // Роль морских сил в мировой истории = The Influence of Sea Power upon History. — М.: ЗАО «Центрполиграф, 2008. — С. 234—266. — 606 с. — ISBN 978-5-9524-3590-2.
20. ↑  Панова В. И. Участие кумпанских кораблей в Керченском походе 1699 г. // История Воронежского края. — Воронеж: «Родная речь», 2008. — С. 56. — 287 с. — ISBN 978-5-8745-6562-6.
21. ↑  Расторгуев, 2007, с. 7.
22. 1 2  Елагин С. И. История русского флота. Период Азовский. — Воронеж, 1997. — С. 101.
23. ↑  Митрофанов, Алексей. Родина Галиасов (php). Дата обращения: 7 июля 2009. Архивировано 19 августа 2011 года.
24. ↑  Елагин С. И. Меры для удержания иноземных мастеров // История русского флота. Период Азовский. — Воронеж, 1997. — С. 79.
25. ↑  Елагин С. И. История русского флота. Период Азовский. — Воронеж: Центр.-Чернозём. кн.  изд-во, 1997. — С. 102.
26. 1 2 3  Елагин С. И. История русского флота. Период Азовский. — Воронеж, 1997. — С. 103.
27. 1 2  Расторгуев, 2007, с. 30.
28. ↑  Блонский, 2009, с. 32—33.
29. ↑  Доценко, 1994, с. 77.
30. ↑  Загоровский В. П. 1698 // Воронеж: историческая хроника. — Воронеж, 1989. — С. 47.
31. ↑  Дегтярёв, Александр. История России. Символ нации. Информационный портал Центрального Черноземья. — Александр Дегтярёв — ответственный секретарь Воронежского областного совета краеведов, член-корреспондент Петровской академии наук и искусств. Дата обращения: 21 января 2009. Архивировано из оригинала 2 августа 2009 года.
32. ↑  Елагин С. И. История русского флота. Период Азовский. — Воронеж, 1997. — С. 192.
33. ↑  Елагин С. И. История русского флота. Период Азовский. — Воронеж, 1997. — С. 193.
34. ↑  Расторгуев, 2007, с. 25.
35. ↑  Бредаль, Петр Петрович // Военная энциклопедия : [в 18 т.] / под ред. В. Ф. Новицкого … [и др.]. — СПб. ; [М.] : Тип. т-ва И. Д. Сытина, 1911—1915.